# Kızılcahamam
Kızılcahamam là một huyện thuộc tỉnh Ankara, Thổ Nhĩ Kỳ. Huyện có diện tích 1761 km² và dân số thời điểm năm 2007 là 25288 người, mật độ 14 người/km².